# Haplochromis pachycephalus
Haplochromis pachycephalus là một loài cá đã tuyệt chủng thuộc họ Cichlidae. Nó từng được tìm thấy ở Kenya, Tanzania, và Uganda.